# 圣伊莱尔拉格拉韦勒
圣伊莱尔-拉格拉韦勒（法語：Saint-Hilaire-la-Gravelle，法語發音：[sɛ̃.t‿ilɛʁ la ɡʁavɛl]）是法国卢瓦-谢尔省的一个市镇，属于旺多姆区。

## 地理
圣伊莱尔-拉格拉韦勒（47°55'28"N, 1°12'24"E）面积17.57 平方千米，位于法国中央-卢瓦尔河谷大区卢瓦-谢尔省，该省份为法国中北部省份，北起厄尔-卢瓦省，东北接卢瓦雷省，东南接谢尔省，南至安德尔省，西南接安德尔-卢瓦尔省，西北接萨尔特省。
与圣伊莱尔-拉格拉韦勒接壤的市镇（或旧市镇、城区）包括：布雷万维尔、比斯卢、方丹拉乌勒、弗雷特瓦勒、莫雷、圣让弗鲁瓦芒泰勒、克莱尔城。
圣伊莱尔-拉格拉韦勒的时区为UTC+01:00、UTC+02:00（夏令时）。

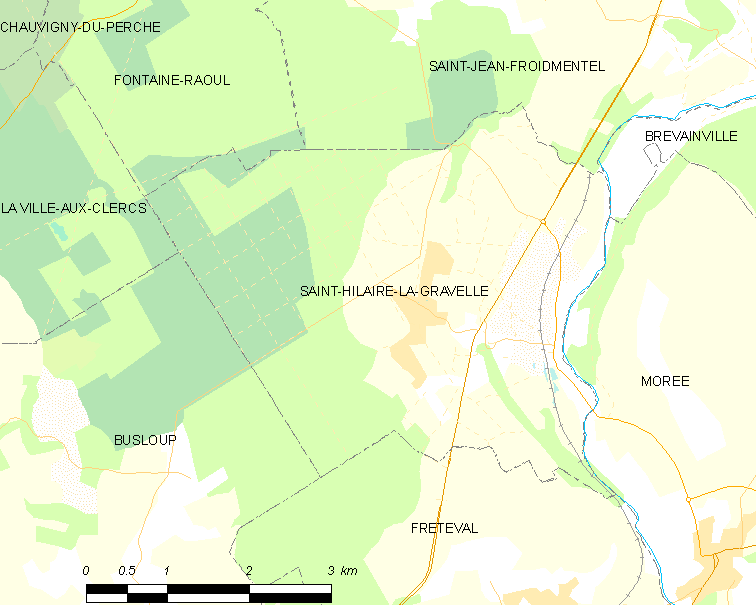
圣伊莱尔-拉格拉韦勒的OSM定位图

## 行政
圣伊莱尔-拉格拉韦勒的邮政编码为41160，INSEE市镇编码为41214。

## 政治
圣伊莱尔-拉格拉韦勒所属的省级选区为佩尔什县。

## 人口

1962-2008年间圣伊莱尔-拉格拉韦勒人口变化图示

圣伊莱尔-拉格拉韦勒于2022年1月1日时的人口数量为656人。